# 7226 Kryl
7226 Kryl (1984 QJ) là một tiểu hành tinh nằm phía ngoài của vành đai chính được phát hiện ngày 21 tháng 8 năm 1984 bởi A. Mrkos ở Klet.